# Île Taanlai
L’île Taanlai est une île de Nouvelle-Calédonie appartenant administrativement à Poum.
Elle se situe au Sud de l'île Taanlo, à l'ouest de l'île Baaba.